# シアン・フィリップス
シアン・フィリップス（Siân Phillips, 本名：Dame Jane Elizabeth Ailwên Phillips, DBE、1933年5月14日 - ）は、ウェールズの女優。芸名の「シアン」（[ʃaːn]）はジェーンのウェールズ語形。

## 人物
カーマーゼンシャーのベトウス出身。ウェールズ大学卒業後、王立演劇学校に学ぶ。1977年に英国アカデミー賞主演女優賞（テレビ部門）を受賞した。
1959年から1979年までピーター・オトゥールと、1979年から1991年までロビン・サックスと結婚していた。ピーター・オトゥールとの間に娘2人をもうけ、長女のケイト・オトゥールも女優になった。

## 主な出演作品
- 史上最大の作戦 The Longest Day (1962) クレジットなし
- ベケット Becket (1964)
- 若き日のキャシディ Young Cassidy (1965)
- 悪魔のような恋人 Laughter in the Dark (1969)
- チップス先生さようなら Goodbye, Mr. Chips (1969)
- マーフィの戦い Murphy's War (1971)
- ティンカー、テイラー、ソルジャー、スパイ Tinker, Tailor, Soldier, Spy (1979) ミニシリーズ
- ニジンスキー Nijinsky (1980)
- タイタンの戦い Clash of the Titans (1981)
- スマイリーと仲間たち Smiley's People (1982) ミニシリーズ
- デューン/砂の惑星 Dune (1984)
- 贖われた7ポンドの死体 The Doctor and the Devils (1985)
- エンドア/魔空の妖精 Ewoks: The Battle for Endor (1985)
- グレンヴィル家の秘密 The Two Mrs. Grenvilles (1987) ミニシリーズ
- 恋の掟 Valmont (1989)
- ザ・ボロウワーズ The Borrowers (1992) ミニシリーズ
- エイジ・オブ・イノセンス/汚れなき情事 The Age of Innocence (1993)
- ザ・リターン オブ ザ・ボロウワーズ The Return of the Borrowers (1993) テレビドラマ
- アルプスの少女ハイジ Heidi (1993) ミニシリーズ
- ハウス・オブ・アメリカ House of America (1997)
- 鉄の枷 The Scold's Bridle (1998) テレビドラマ
- アナザーワールド鏡の国のアリス Alice Through the Looking Glass (1998) テレビ映画
- ニキータ La Femme Nikita (1998-2000)
- 騎馬大王アッティラ/平原の支配者 Attila (2001) ミニシリーズ
- ショートランド・ストリート Shortland Street (2008) テレビドラマ
- 私立探偵ストライク Strike (2017) テレビドラマ
- Hochelaga, Terre des Âmes (2017)
- ドリーム・ホース Dream Horse (2020)

## その他
イギリスの女優シャーン・ブルックは本名が彼女と同じシアン・フィリップス(Sian Elizabeth Phillips)であることから、混同を避けるため、リッチフィールドに駐屯していた将軍の名前を取って「ブルック」とした。